# Solbach (Schwarzach)
Der Solbach oder auch Sohlbach ist ein ca. 3,1 Kilometer langer, rechter Nebenfluss der Schwarzach in Stadelschwarzach im unterfränkischen Landkreis Kitzingen. 

## Name
Für die etymologische Deutung des Bachnamens existieren zwei Thesen. Die ältere Literatur verweist beim Präfix Sol- bzw. Sohl- auf eine germanische Herkunft und der Ableitung vom Wort Suhle. So soll der Bach seinen Namen von der sumpfigen und morastigen Umgebung erhalten haben. Neuere Einlassungen verweisen dagegen auf das ausgedehnte Mainwendenland zwischen Main und Steigerwald und den größeren Einfluss von slawischen Bezeichnungen auf die Orts- und Gewässernamen in diesem Raum. Der Bachname leitet sich danach von wendisch sol – Salz ab. Das Gewässer fließt durch die Gipsregion westlich des Steigerwaldes, in der das Wasser einen hohen Salzgehalt aufweist.

## Geographie

### Verlauf
Die Solbachquelle liegt nordöstlich des Prichsenstädter Gemeindeteils Järkendorf im Westen des zum Ort gehörenden Forstes Loheholz auf einer Höhe von ungefähr 259 m ü. NHN. Er fließt zunächst einige Meter nach Westen und erreicht für einige Meter den äußersten Süden der Gemarkung von Lülsfeld im Landkreis Schweinfurt, ehe er sich nach Süden wendet und bald wieder die Järkendorfer Flächeneinheit erreicht. Da der Bach immer wieder das Dorf und die Felder überschwemmte, wurde er während der Flurbereinigung zwischen 1925 und 1934 tiefer gelegt und sein Bett mit Beton ausgegossen. Deshalb erreicht der Solbach das Dorf Järkendorf von Norden als weitgehend künstliches Gewässer.
Er wird zwischen Hausnummer 23 und 25 unterirdisch geführt und gelangt nach der Unterquerung der Kreisstraße KT 39 wieder an die Oberfläche. Er wird für einige Meter parallel zur Kreisstraße KT 38 geführt, wobei in der Järkendorfer Feldmark südlich des Dorfes ein unbenannter Bach von links zufließt. Der Solbach wendet sich nach Südwesten und unterquert im Süden von Järkendorf die Kreisstraße KT 38 und die inzwischen stillgelegte Eisenbahnstrecke Kitzingen-Schweinfurt. Unterhalb des Bahndamms fließt der Mauerbach von rechts zu. 
Im weiteren Verlauf unterquert der Solbach noch einmal die Kreisstraße KT 38 und erreicht von Norden kommend die Gemarkung von Prichsenstadt-Stadelschwarzach. Hier weist der Bach weniger menschliche Eingriffe auf und neigt deshalb weit mehr zur Mäanderbildung. Die besiedelte Fläche von Stadelschwarzach erreicht der Bach an der Straße Am Bahnhof und wendet sich nach Südsüdwesten. Er fließt durch die Stadelschwarzacher Brunnengasse. Vor Erreichen der Bundesstraße 22 in der Ortsmitte wird der Bach wiederum unterirdisch geführt. Der Solbach fließt unterirdisch auf einer Höhe von etwa 220 m ü. NHN in die Schwarzach. 
Sein etwa 3,1 km langer Lauf endet ungefähr 39 Höhenmeter unterhalb seiner Quelle, er hat somit ein mittleres Sohlgefälle von etwa 13 ‰.

### Einzugsgebiet
Das Einzugsgebiet des Solbachs liegt im Steigerwaldvorland von Neuses, einem Teil des Steigerwaldvorlandes, und wird durch ihn über die Schwarzach, den Main und den Rhein zur Nordsee entwässert. Der Bach fließt zu großen Teilen durch landwirtschaftlich genutztes Gebiet.
Es grenzt
- im Norden an das Einzugsgebiet des Lülsbach-Zuflusses Buchgraben;
- im Osten und Süden an das der Schwarzach selbst und
- im Westen an das des Schwarzachzuflusses Sadelsbach.

### Zuflüsse
Zu den Zuflüssen des Solbachs gehören (flussabwärts aufgezählt).
| Name                       | GKZ | Länge in km | EZG in km² | Zuflussrichtung | Mündungshöhe m.ü. NHN | Mündungsort         |
| -------------------------- | --- | ----------- | ---------- | --------------- | --------------------- | ------------------- |
| (Bach durch die Seichte)   |     | ca. 01,28   | ca. 01,64  | links           | 242                   | Ortsende Järkendorf |
| Mauerbach                  |     | ca. 01,56   | ca. 01,00  | rechts          | 240                   | nach Järkendorf     |
| (Bach durch den Sulzwasen) |     | ca. 01,43   | ca. 00,74  | rechts          | 236                   |                     |

## Schutzgebiete
Der Solbach entspringt in einem Teilstück des Vogelschutzgebietes Südliches Steigerwaldvorland, das vor allem für Zugvögel wie den Ortolan Rückzugs- und Nistplätze bietet. Große Teile des Solbachufers werden von den unteren Naturschutzbehörden als Biotope besonders geschützt. Im Oberlauf findet sich ein quellnasses Feldgehölz an den Ufern des Bachs. Weiter südlich säumen langgestreckte Hecken den Bach. Der Solbach besitzt daneben begleitende Gehölzsäume und kleinere Feuchtgrünlandbrachen.